# Racines (roman)
Pour les articles homonymes, voir Racine.
Racines (titre original : Roots: The Saga of an American Family) est un roman de Alex Haley publié en 1976 sur l'histoire d'une famille afro-américaine aux  États-Unis, de l'époque de l'esclavage à l'époque contemporaine. L'auteur a remporté le prix Pulitzer 1977 pour cet ouvrage.
Ce roman a été décrit à l'origine comme « fiction », mais vendu en librairie dans le rayon des ouvrages non romanesques. L’auteur consacre le dernier chapitre du livre à décrire ses recherches dans les archives et les bibliothèques pour soutenir avec des documents écrits la tradition orale de sa famille. Cependant, les historiens et les généalogistes ont relevé des erreurs critiques dans ces recherches. La majeure partie du roman n'est pas étayée, voire contredite, par les preuves disponibles.

## Résumé
Ce roman raconte l'histoire, sur plusieurs générations, d'une famille d'esclaves afro-américains. Leur quotidien y est dépeint sans concession : travail forcé, viols, vente et séparation des membres d'une même famille, ségrégation.

## Historicité
Depuis la publication de Racines, de nombreuses informations discréditant sa création ont été publiées. Pour qualifier son roman, Haley a inventé le terme de « faction » – terme combinant « fact » (fait) et « fiction » – et il a reconnu que la plupart des dialogues et des incidents étaient fictifs. Il a néanmoins affirmé avoir réussi à remonter sa lignée familiale à Kunta Kinte, un Africain capturé dans le village de Juffureh, dans l’actuelle Gambie. Il a également suggéré que son portrait de la vie et des personnages parmi les esclaves et les maîtres en Virginie et en Caroline du Nord était basé sur des faits qu’il avait confirmés par des documents historiques. Dans le dernier chapitre de Racines, Alex Haley a écrit : 

« Au meilleur de ma connaissance et de mon effort, chaque affirmation de lignage de Racines provient de l’histoire orale soigneusement préservée de mes familles africaines ou américaines, dont une grande partie a été corroborée par des documents. Ces documents, ainsi que la myriade de détails textuels sur les modes de vie indigènes contemporains, l’histoire culturelle et les modes de vie contemporains de Racines, proviennent de nombreuses années de recherche intensive dans une cinquantaine de bibliothèques, d’archives et d’autres dépôts sur trois continents. »

Néanmoins, les graves erreurs, dans les antécédents familiaux et les descriptions historiques de Haley, sur la période précédant la guerre de Sécession, relevées par les historiens et les généalogistes les ont conduits à suggérer que Haley est loin de s’être appuyé aussi largement qu’il l’a affirmé sur des preuves factuelles.

## Véracité historique
En Afrique, l’unique confirmation africaine de l’histoire de la famille de Haley émane d’un habitant de Juffureh du nom de Kebba Kanga Fofana, qui disait être un griot, et qui aurait décrit le clan Kinte comme une famille dans laquelle les hommes étaient des forgerons, issus d’un marabout nommé Kairaba Kunta Kinte, originaire de Mauritanie. Selon Haley, Fofana lui aurait dit : « À peu près au moment où les soldats du roi sont venus, l’aîné de ces quatre fils, Kunta, a quitté ce village pour couper du bois et n’a jamais été revu. » Or, Fofana n’était nullement un griot, et le directeur des Archives nationales de Gambie a même écrit à Alex Haley pour lui faire part de ses doutes sur la fiabilité de Fofana. Lors de répétitions répétées de l’histoire, ce dernier a changé les détails clés sur lesquels s’était basé Haley pour son identification,.
L’historien de la traite négrière en Afrique de l’Ouest, Donald R. Wright, a constaté que les anciens et les griots de Gambie ne pouvaient pas fournir d’informations détaillées sur les personnes ayant vécu avant le milieu du XIXe siècle. Pourtant, tout le monde avait entendu parler de Kunta Kinte, parce que Haley avait raconté son histoire à tant de gens, que son histoire avait fini par être assimilée aux traditions orales de la Gambie, générant une référence circulaire, où il n’entendait, en réalité, que l’écho de ses propres propos au lieu d’une confirmation indépendante de l’histoire de Kunta Kinte,.
Racines montre Juffureh comme un village qui n’a entendu parler de rumeurs d’hommes blancs qu’en 1767. Or ce village ne se trouve qu’à 3 km de l’important centre commercial de l’île James occupé par les Britanniques en 1661. Le roi de Barra avait permis aux Britanniques d’établir un fort sur l’île, à condition qu’aucun de ses sujets ne soit asservi sans sa permission. Haley a admis avoir choisi l’année 1767 pour que « le moment où les soldats du roi sont venus » corresponde à ses recherches américaines.
En Virginie et en Caroline du Nord, l’historien Gary B. Mills et la généalogiste Elizabeth Shown Mills, spécialistes de l’histoire afro-américaine et du Sud, ont conclu, après avoir suivi les traces de Haley dans les recensements, les registres de titres et les testaments : « Non seulement les mêmes registres de plantation, testaments et recensements cités par M. Haley ne permettent pas de documenter son histoire, mais ils contredisent tous les énoncés de la lignée afro-américaine de Racines d’avant la guerre de Sécession ! »
La famille Waller possédait déjà l’esclave Toby en 1762, cinq ans avant que le Lord Ligonier ne débarque Kunta Kinte à Annapolis. Haley avait simplement succombé à une recherche biaisée d’information dans sa recherche de références à Toby après 1767. Le Dr Waller n’avait pas de plantation à lui ou de cuisinier nommé Bell, car il était handicapé et vivait avec son frère John. Toby semble également être mort avant 1782, huit ans avant la naissance de sa fille Kizzy. « Missy » Anne n’aurait pu être la camarade de jeu d’enfance de Kizzy, car à cette époque, Ann Murray était une femme adulte et déjà mariée. En fait, il n’existe aucune trace d’une Kizzy ayant appartenu à l’un des Wallers.
Après avoir découvert le registre de titres, Haley aurait ensuite découvert la liste du recensement de 1870 du foyer de Tom Murray. Il existe, par conséquent, une lacune de plus de 90 ans avec l’histoire orale de la famille Haley. G. et E. Mills ont enquêté sur l’histoire orale et n’ont trouvé aucune preuve corroborante dans le dossier historique. Loin d’être né dans une famille pauvre, Tom Lea venait, au contraire, d’une famille aisée de planteurs. Les registres ne mentionnent aucune Kizzy ou George parmi les esclaves de Tom Lea. Il n’y a également aucune trace d’un mulâtre George Lea marié à une Mathilde. Haley a décrit George Lea comme un habile dresseur de poulets envoyé en Angleterre lorsque Tom Lea a connu des difficultés financières dans les années 1850. Or Tom Lea est mort au cours de l’hiver 1844-45,,.
Haley a commencé par concéder avoir pu être égaré par ses recherches en Afrique et admis avoir pensé à appeler Racines un « roman historique », mais que ce n’était tout de même pas de sa faute si Fofana n’était pas fiable. Il a également reproché à ses détracteurs de trop se fier aux documents écrits pour le réfuter, dans la mesure où ceux-ci sont « sporadiques » et souvent inexacts en ce qui concerne des données telles que les naissances d’esclaves et les transactions immobilières. Selon lui, « l’histoire orale soigneusement préservée est sans conteste la meilleure source » de généalogie afro-américaine. Pourtant, G. et E. Mills semblent avoir découvert dans les documents écrits de bien meilleurs éléments que l’histoire orale de Haley : le père du docteur William Waller était le colonel William Waller, qui possédait un esclave nommé « Hopping George », dont la description est compatible avec une blessure au pied. Le colonel Waller possédait également un esclave nommé Isbell, qui pourrait correspondre au Bell de la légende de la famille Haley. Le père de Tom Lea vivait dans le comté de Spotsylvania, en Virginie, et il a peut-être acheté des ancêtres de Haley aux Wallers. Lorsque la famille Lea s’est installée en Caroline du Nord, ils auraient emmené leurs esclaves avec eux. Les Lea vivaient à proximité des Murray et des Holt, et il y a trois Kizzy associées aux familles Lea et Murray dans les archives d’après la guerre de Sécession.
L’historien Henry Louis Gates, ami de Haley, a reconnu, bien des années après sa mort, avoir des doutes quant aux affirmations d’Haley : « La plupart d’entre nous pense qu’il est très improbable qu’Alex ait trouvé le village d’où sont issus ses ancêtres. Racines est un travail d’imagination plutôt qu’une étude historique stricte. »

## Plagiat
Au printemps de 1977, alors que Racines avait atteint la célébrité à l’échelle nationale, l’auteur américain Harold Courlander s’est aperçu que la partie décrivant la vie de Kunta Kinte était en réalité tirée du plus célèbre de ses romans l'Africain, publié en 1967, relatant l’histoire du jeune Africain Hwesuhunu, sa capture comme esclave en Afrique, ses expériences à bord d’un navire négrier et sa lutte pour conserver sa culture natale dans un nouveau monde hostile.
En 1978, Courlander intente une action devant le tribunal de district du district sud de New York, accusant Alex Haley, l’auteur de Racines, d’avoir copié 81 passages de son roman. La note préparatoire au procès de Courlander dans le procès pour violation du droit d’auteur affirmait que « L’accusé Haley avait accès à et copié de manière substantielle le roman l’Africain de Courlander. Sans l’Africain, Racines aurait été un roman très différent et moins réussi, et il est douteux que M. Haley ait pu écrire Racines sans l’Africain… M. Haley a copié le langage, les pensées, les attitudes, les incidents, les situations, l’intrigue et le caractère. »
Racines reproduit, non seulement des idées, mais également des passages spécifiques de l’Africain. Le rapport soumis au tribunal fédéral par l’expert, le professeur d’anglais à l’université Columbia, Michael Wood, déclare : « La preuve de la copie de l’Africain dans le roman et la dramatisation télévisée de Racines est claire et irréfutable. Le copiage est important et extensif… Racines… utilise clairement l’Africain comme modèle : pour être copié à certains endroits, et modifié à d’autres, mais il semble toujours avoir été consulté… Racines reprend les phrases, les situations, les idées, le style et l’intrigue de l’Africain. Racines reprend à l’Africain les éléments essentiels à sa représentation d’éléments tels que les pensées d’évasion d’un esclave, la psychologie d’un vieil esclave, les habitudes d’esprit du héros et le sens de la vie sur un navire négrier tristement célèbre. Tels sont les éléments qui constituent la vie d’un roman et lorsqu’ils apparaissent dans Racines ; ils constituent la vie du roman de quelqu’un d’autre. »
Au cours d’un procès de cinq semaines devant le tribunal de district fédéral, le juge présidant la Cour de district des États-Unis, Robert J. Ward, a déclaré : « Il y a copiage, point final. » Bien que des passages de l’Africain aient été retrouvés agrafés sur un manuscrit de Racines, Alex Haley a pourtant maintenu tout au long du procès n’avoir entendu parler de l’Africain que l’année suivant la publication de Racines. Il a spéculé que quelqu’un d’autre avait dû lui donner les passages photocopiés. Or, après le procès, Joseph Bruchac, instructeur d’histoire des minorités au Skidmore College, a affirmé, dans une déclaration sous serment, avoir recommandé la lecture de l’Africain à Haley, lors de la visite de ce dernier à Skidmore, en 1970. Bruchac se souvient être retourné chez lui, à 5 km de Skidmore, pour aller chercher son propre exemplaire afin de l’offrir à Haley, qui lui a promis de le lire « dans l’avion. »
Après avoir commencé par rejeter l’accusation, Alex Haley a fini par publier une déclaration reconnaissant publiquement que le roman de Courlander avait été la source de Racines, ce qui, selon lui, devait être la faute de l’un de ses assistants. Il a mis fin au procès en reconnaissant que 81 passages de Racines avaient été copiés dans l’Africain, et réglé l’affaire à l’amiable avec un dédommagement de Courlander à hauteur de 650 000 $ (soit l’équivalent de $
2.5 millions de dollars en 2016) et une déclaration selon laquelle « Alex Haley reconnait et regrette que divers documents de l’Africain de Harold Courlander se soient retrouvés dans son livre, Racines. » Dans une interview accordée, 4 ans plus tard, à la BBC, le juge Ward a déclaré : « Alex Haley a commis un canular contre le public. » Courlander a, quant à lui, rédigé, en 1986, un article intitulé « Kunta Kinte’s Struggle to be African » (Les efforts de Kunta Kinte pour être africain) détaillant les différences entre le personnage de Kunta Kinte et les documents historiques concernant les Africains de la période précédant l’esclavage. Parmi les comportements non africains de Kunta, on relève des manifestations de colère et de rage aveugles, un sens de l’odorat presque animal, une pudibonderie et des actions inconnues dans la culture des Mandingues, et qui signalent les nombreuses déformations et ambiguïtés du roman d’Haley. Pour Courlander, 

« Le comportement, la perception et les explications de Kunte sur lui-même sont souvent faux par rapport à la personnalité africaine, la connaissance africaine des personnes et du monde qui les entoure, la technologie et les capacités africaines et les disciplines et la sophistication de la plupart des sociétés africaines. »

Haley dépeint, de façon presque insultante pour les Africains, les Mandingues de l’époque de Kunta comme des arriérés ignorant tout de l’Europe, alors que ceux-ci n’ignoraient rien des navires, des canons, des mousquets ou du verre, possédant des forgerons capables de fondre les métaux et de travailler l’or, l’argent le laiton et des artisans en mesure de fabriquer aussi bien les mousquets que la poudre à canon. Or Kunta est décrit par Haley comme n’ayant jamais vu un mousquet, un navire, un rasoir, un violon, un cheval ou même une conque, pourtant couramment utilisée en Afrique:296-7. Pour Coulander, loin d’augmenter la connaissance de l’Afrique et des Africains, Haley en offre une perception faussée, dégradée et dégradante, et il conclut : 

« Certaines des diverses questions soulevées à propos de Racines (mais pas toutes) résultaient de son genre littéraire incorrect et ambigu. Une fois généralement accepté le fait que l’ouvrage est essentiellement une œuvre de fiction, même en incluant des faits généalogiques, la question de la véracité historique a perdu de son importance. Mais en tant que roman, les éléments littéraires jouent un rôle plus important et la véracité ou la crédibilité du personnage central devient primordiale. »

## Personnages
- Kunta Kinte : protagoniste original : jeune homme Mandinka élevé en Gambie dans un petit village appelé Juffureh avant d'être capturé et réduit en esclavage. Il est renommé Toby par son maitre.
- John Waller : planteur, qui achète Kunta.
- Dr. William Waller : docteur en médecine et frère de John : achète Kunta.
- Bell Waller : cuisinière chez le médecin et épouse de Kunta.
- Kizzy Waller (plus tard Kizzy Lea) : fille de Kunta et Bell.
- Missy Anne : La nièce de Dr. Waller, qui vit de la plantation, mais rend visite au Dr Waller régulièrement. Elle se lie d'amitié avec Kizzy et lui apprend à lire et à écrire en jouant à l'école.
- Tom Lea : propriétaire d'esclaves en Caroline du Nord à qui Kizzy est vendu.
- George Lea : fils de Kizzy et Tom Lea, il s'appelle « Chicken George ».
- Mathilde : que George épouse plus tard.
- Tom Murray : fils de Chicken George et Matilda.
- Cynthia : la plus jeune des huit enfants de Tom et Irene (petite-fille de Chicken George).
- Bertha : un des enfants de Cynthia ; la mère d'Alex Haley.
- Simon Alexander Haley : professeur et mari de Bertha ; père d'Alex Haley.
- Alex Haley : auteur du livre et personnage central des 30 dernières pages ; se présente comme l'arrière-arrière-arrière-arrière-petit-fils de Kunta Kinte.

## Adaptations
Le feuilleton télévisé Racines a été tiré de ce livre. Il existe de nombreuses différences entre la mini-série et le roman sur lequel elle repose.